# Іжа
Іжа (біл. вёска Іжа) — село в складі Вілейського району Мінської області, Білорусь. Село є адміністративним центром Іжовської сільської ради, розташоване в північній частині області.